# Adolph Wilhelm Hermann Kolbe
Adolph Wilhelm Hermann Kolbe (ur. 27 września 1818 w Elliehausen, obecnie dzielnica Getyngi, zm. 25 listopada 1884 w Lipsku, cytowany zazwyczaj jako Hermann Kolbe) – niemiecki chemik-organik.
Studiował chemię Uniwersytecie w Getyndze pod kierunkiem Friedricha Wöhlera. W 1843 r. uzyskał stopień doktora na Uniwersytecie w Marburgu, jego promotorem był Robert Bunsen. W 1845 r. rozpoczął pracę w Londynie jako asystent Lyona Playfaira. W 1851 r. uzyskał stanowisko profesora na Uniwersytecie w Marburgu, a w 1861 r. przeniósł się na Uniwersytet w Lipsku. 
Wyznaczył wartościowość wielu pierwiastków. Jako pierwszy dokonał syntezy kwasu octowego z pierwiastków i kwasu salicylowego z fenolu (reakcja Kolbego). Opracował metodę otrzymywania węglowodorów nasyconych przez elektrolizę wodnych roztworów kwasów tłuszczowych oraz metodę przeprowadzania alkoholi w kwasy organiczne. W 1872 r. odznaczony został Orderem Maksymiliana.
Wybrane publikacje książkowe
- 1854 – Organischen Chemie[5],
- 1865 – Das chemische Laboratorium, Universität Marburg[6],
- 1871 – Moden der modernen Chemie[7],
- 1884 – A Short Text-book of Inorganic Chemistry[8].